# Hypoctonus ellisi
Espèce
Hypoctonus ellisi est une espèce d'uropyges de la famille des Thelyphonidae.

## Distribution
Cette espèce est endémique de Birmanie. Elle se rencontre vers Zigon.

## Description
La carapace du mâle mesure 8 mm de long sur 4,5 mm et la carapace des femelles mesure de 9 à 9,5 mm de long sur 5,0 mm.

## Étymologie
Cette espèce est nommée en l'honneur de M. Ellis.

## Publication originale
- Gravely, 1912 : Notes on Pedipalpi in the collection of the Indian Museum. III.–Some new and imperfectly known species of Hypoctomus. Records of the Indian Museum, vol. 7, p. 101-107 (texte intégral).